# Damme (Bélgica)
Damme é um município belga da província de Flandres Ocidental a seis quilómetros a nordeste de Brugge a cujo distrito pertence. O município é composto pela cidade de Damme propriamente dita e pelas vilas de Hoeke, Lapscheure, Moerkerke, Oostkerke e Sijsele. Em 1 de janeiro de 2006 o município tinha uma população de 10 899 habitantes. O referido município tinha uma área de 89,52 km², e uma densidade populacional de 122 habitantes por km².
´

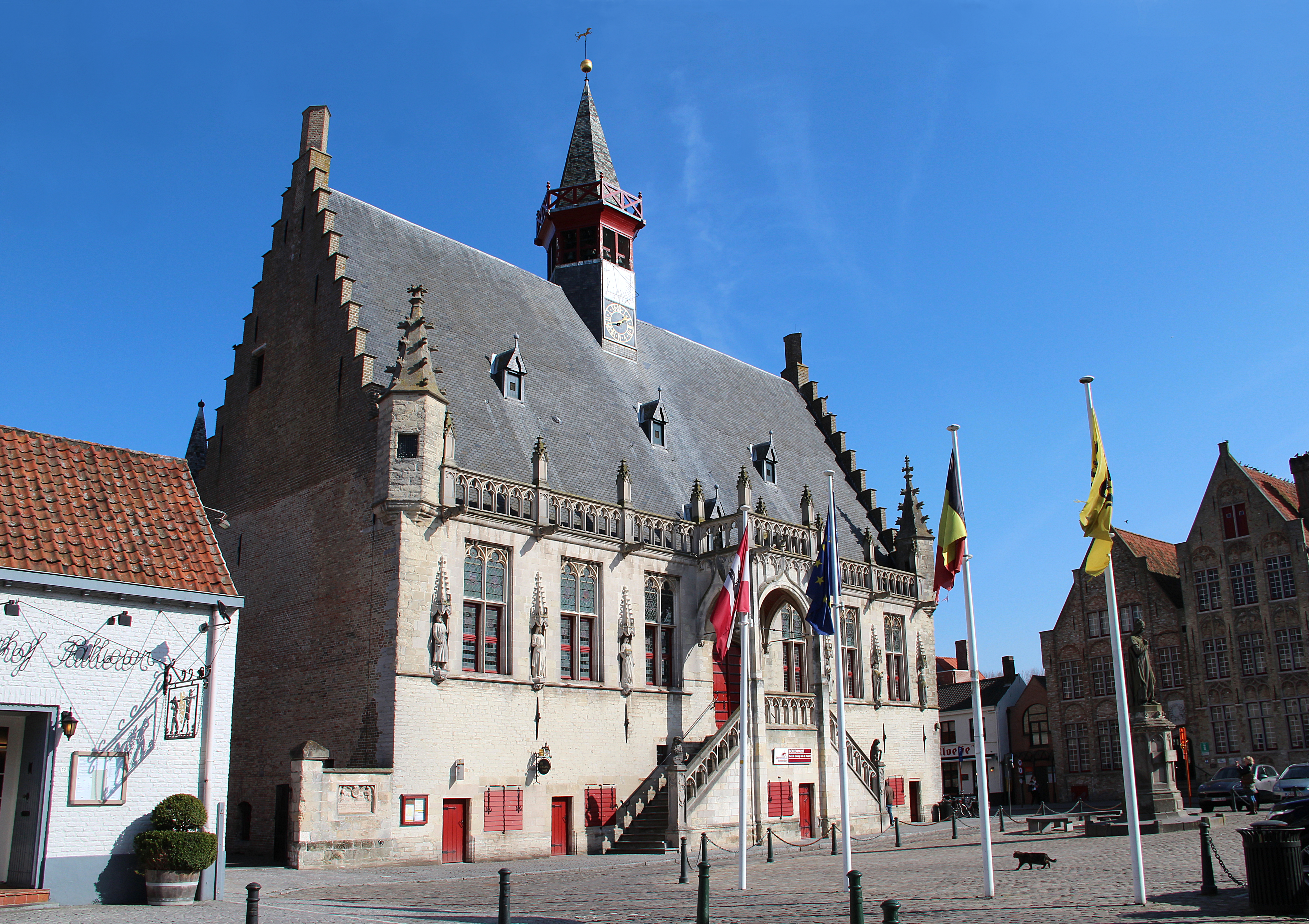
Edifício da câmara municipal (prefeitura)

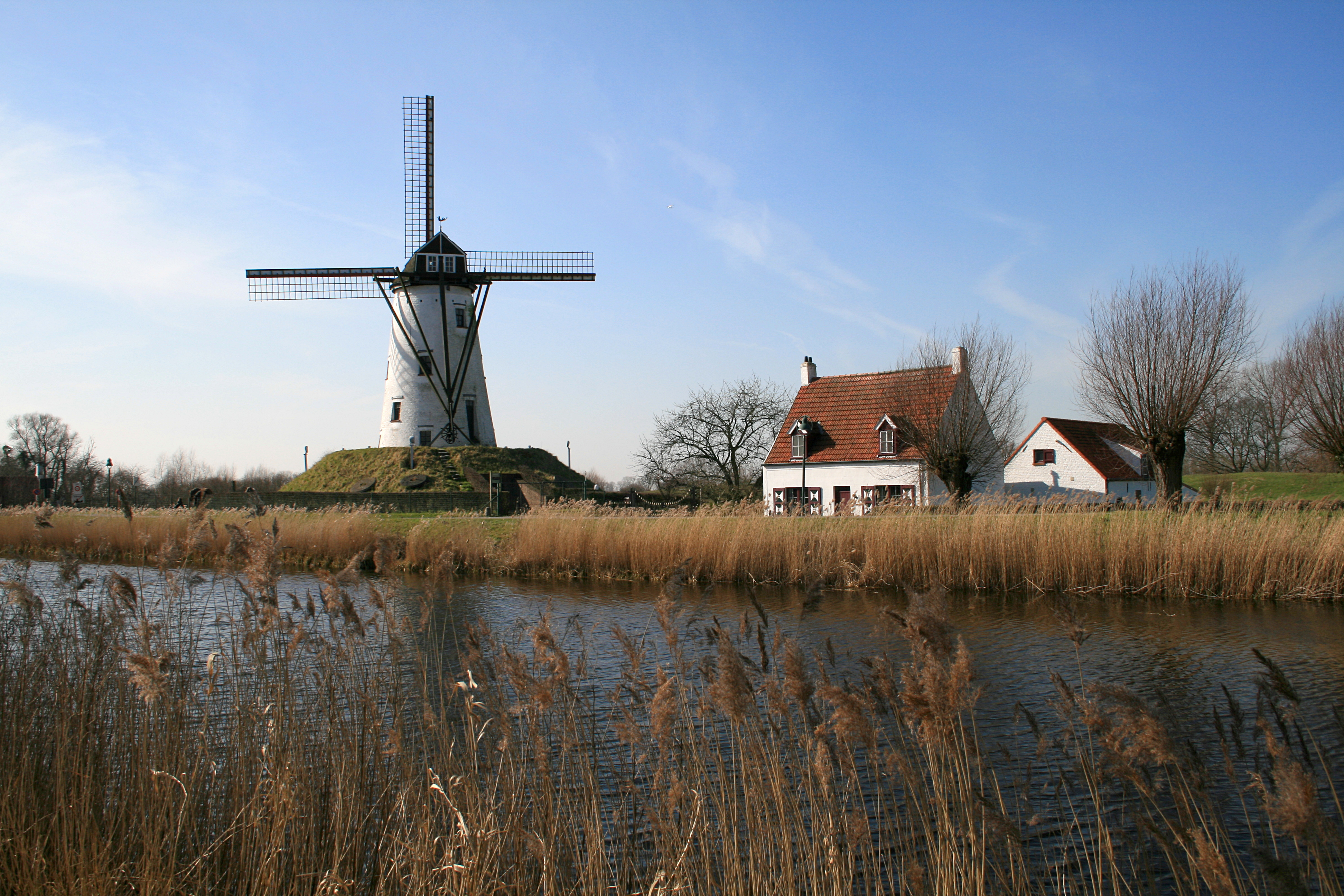
Moinho nas imediações de Damme.

É considerada uma cidade literária desde 1997.

## Divisão administrativa
O município encontra-se dividido em sete unidades administrativas:
| #        | Nome                              | Superfície | População (01/01/2004) |
| -------- | --------------------------------- | ---------- | ---------------------- |
| I        | Damme                             | 11,61      | 745                    |
| II       | Oostkerke                         | 17,52      | 663                    |
| III      | Hoeke                             | 4,32       | 143                    |
| IV       | Lapscheure                        | 13,35      | 365                    |
| V (VIII) | Moerkerke - Moerkerke - Den Hoorn | 22,86      | 1.991 968              |
| VI       | Sijsele                           | 16,89      | 5.422                  |
| VII      | Vivenkapelle                      | 3,07       | 578                    |